# Phan Xuân Dũng
Phan Xuân Dũng (sinh ngày 20 tháng 5 năm 1960, quê quán xã Đại Lộc, huyện Can Lộc, tỉnh Hà Tĩnh) là một tiến sĩ khoa học cơ khí chế tạo máy và chính trị gia người Việt Nam. Ông từng là đại biểu Quốc hội Việt Nam khóa XIV nhiệm kì 2016-2021, thuộc đoàn đại biểu quốc hội tỉnh Ninh Thuận (đại biểu chuyên trách trung ương), Chủ tịch Nhóm Nghị sĩ hữu nghị Việt Nam - Nga; Phó Chủ tịch Tổng hội Cơ khí Việt Nam.. Ông từng là Chủ nhiệm Ủy ban Khoa học, Công nghệ và Môi trường của Quốc hội, Ủy viên Ủy ban thường vụ Quốc hội, đại biểu Quốc hội Việt Nam khóa XII tỉnh Thừa Thiên Huế (đại biểu chuyên trách trung ương), Chủ tịch nhóm Nghị sĩ Việt Nam-Hàn Quốc , 13 tỉnh Ninh Thuận (đại biểu chuyên trách trung ương).

## Xuất thân
Phan Xuân Dũng sinh ngày 20 tháng 5 năm 1960, quê quán xã Đại Lộc, huyện Can Lộc, tỉnh Hà Tĩnh.

## Giáo dục
- Đại học, chuyên ngành Cơ khí chế tạo máy
- Tiến sĩ khoa học (cơ khí chế tạo máy)
- Cao cấp lí luận chính trị

## Sự nghiệp
Ngày 1 tháng 7 năm 1989, gia nhập Đảng Cộng sản Việt Nam, chính thức ngày 1 tháng 7 năm 1990.
Trước năm 2006, từng giữ các chức vụ: Phó Vụ trưởng Ban Khoa giáo Trung ương; từ 2001: Bí thư Đảng ủy, Viện trưởng Viện Ứng dụng Công nghệ, Bộ Khoa học và Công nghệ.
Năm 2006-2010, Ủy viên Dự khuyết Ban Chấp hành Trung ương Đảng Cộng sản Việt Nam khóa X, Đại biểu Quốc hội Việt Nam khóa XII, Phó Chủ nhiệm Ủy ban Khoa học, Công nghệ và Môi trường của Quốc hội. Tháng 5 năm 2010 tham gia làm Ủy viên Ban Chỉ đạo Nhà nước Dự án điện hạt nhân Ninh Thuận . Tháng 1 năm 2011, tại Đại hội Đảng Cộng sản Việt Nam XI được bầu làm Ủy viên Ban Chấp hành Trung ương Đảng. Tại cuộc bầu cử Quốc hội Việt Nam ngày 22 tháng 5 năm 2011, ông đã tái đắc cử đại biểu Quốc hội khóa XIII (Đại biểu chuyên trách: Trung ương). 

## Giải thưởng
- Huy chương vì sự nghiệp Khoa học và Công nghệ.[5]

## Quan điểm
Dự án nhà máy điện hạt nhân
| “                | Ở nhiều nước, những địa phương nào được xây nhà máy điện hạt nhân là có ưu thế, không những không ảnh hưởng tới du lịch mà còn là địa điểm tốt cho du lịch. | ” |
| — Phan Xuân Dũng | |   |

Dự án đường sắt cao tốc
| “                | Chính phủ có khẳng định việc xây dựng đường sắt cao tốc có thực sự hiệu quả hơn so với phương án nâng cấp đường sắt lên tốc độ 200km/h, vừa vận chuyển khách, vừa chở người. Bởi nếu xây dựng đường sắt cao tốc thì giá vé rất cao, chưa phục vụ được đa số người dân lao động, đối tượng thụ hưởng rất ít. | ” |
| — Phan Xuân Dũng | |   |

Quản lý an toàn vệ sinh thực phẩm
| “                | Nhà sản xuất, nhà phân phối cũng cần phải coi trọng người tiêu dùng trong nước hơn. Ở Việt Nam, cái gì ngon, tốt thì xuất khẩu. Tư duy này cần được chấm dứt. Đã đến lúc chúng ta phải sản xuất hàng tốt hơn cho người Việt Nam dùng. "Người trong nước còn không tin vào chất lượng hàng hoá thì làm sao người nước ngoài tin chúng ta được?". | ” |
| — Phan Xuân Dũng | |   |

Sáng kiến nhằm giảm số vụ khiếu kiện vượt cấp
| “                | Cần có quy định buộc người khiếu nại tố cáo ứng ra một khoản đặt cược nào đó. Theo kiện thì phải bỏ tiền. Nếu kiện đúng thì Nhà nước sẽ hoàn trả | ” |
| — Phan Xuân Dũng | |   |

## Tác phẩm
- Một số vấn đề xây dựng luật phát triển năng lượng nguyên tử ở nước ta, Phan Xuân Dũng, Cập nhật: 28/3/2008, Tạp chí Cộng sản Số 6 (150) năm 2008, Cập nhật: 28/3/2008.[8]
- Chuyển giao công nghệ ở Việt Nam - Thực trạng và giải pháp, Phan Xuân Dũng chủ biên, Hồ Mỹ Duệ, Nguyễn Đắc Hưng.- Hà Nội, Nhà xuất bản: Chính trị quốc gia, 2004; 295tr; 21 cm.
- Công nghệ tiên tiến và công nghệ cao với tiến trình công nghiệp hoá, hiện đại hoá ở Việt Nam. Phan Xuân Dũng (chủ biên). 271tr. Nhà xuất bản Chính trị Quốc gia. Hà Nội
- Một số vấn đề lý luận và thực tiễn về đánh giá nhiệm vụ khoa học và công nghệ ở Việt Nam. TSKH. Phan Xuân Dũng (Chủ biên) và TS. Hồ Thị Mỹ Duệ. Nhà xuất bản Chính trị quốc gia. Hà Nội, 2006.